# La vita è breve, eccetera
La vita è breve, eccetera è una raccolta di racconti di Veronica Raimo, pubblicata per Einaudi nel 2023. Come indicato nelle note alla fine della raccolta, questi racconti, scritti tra 2008 e 2023, erano già apparsi in versioni diverse su riviste e raccolte varie.

## Trama
Il libro è suddiviso in undici racconti.

### Non si guardano i nani
Una ragazza immagine deve recarsi a New York per lavoro: una sua collega, Sara, la raccomanda a dei suoi zii che abitano a Long Island, dicendo che può vivere da loro. Una volta arrivata, la ragazza viene scambiata per Sara e si finge tale. La famiglia è la classica famiglia italo-americana: guardano film di Totò, parlano a stento l'italiano (tranne lo zio) e soprattutto possiedono diverse armi da fuoco, abitudine comune anche tra i loro vicini di casa. La protagonista rimane inquietata non solo dalle armi ma anche dal cane di famiglia, che passa le sue giornate lanciandosi di continuo contro un muro di casa, tanto da farsi male. Con il pretesto che Manhattan sia pericolosa, alla protagonista è di fatto proibito recarsi al lavoro e inizia a sentirsi presa sotto sequestro dalla famiglia: oltretutto, una notte la zia rivela alla ragazza di sapere che lei non è Sara. Il racconto termina la mattina dell'undici settembre 2001, con tutta la famiglia che piange guardando le immagini delle Torri Gemelle alla televisione.

### La commissione
Un'aspirante scrittrice “adotta” la sua anziana vicina di casa, rimasta di recente vedova e con un figlio disabile a carico, notando che più le vengono assegnati compiti dalla vicina, più lei riesce a portare avanti il suo romanzo. Si crea quindi un rapporto di amore-odio tra l'anziana signora, sempre più invadente, e la scrittrice, ormai determinata a finire il suo romanzo: alla fine, pur di terminare il romanzo, la donna acconsente ad avere un rapporto sessuale con il figlio della vicina.

### La scossa
Un terremoto devasta il paese montano di Arcopinto, provocando morti e ingenti danni. Per la protagonista, che possiede lì una seconda casa ormai crollata a causa del terremoto, è il pretesto per fare i conti con la sua storia familiare, in particolare con la figura del padre, che per primo propose l'acquisto della casa in quel remoto paesino, impiegata come fuga dalla vita familiare.

### La vita è breve, eccetera
La protagonista sta realizzando assieme all'amico Tobia un documentario su Vincent, un architetto parigino riconvertitosi a guru new age che vive in maniera auto-sufficiente in un trullo in Puglia. La protagonista non gradisce Vincent, che reputa falso e noioso, e ha accettato il lavoro solo per stare vicino a Tobia, per cui prova qualcosa. Dopo un momento epifanico, in cui comprende come anche la vita di Vincent sia a pezzi malgrado la sua apparenza di persona in armonia con il mondo, passa la notte con Tobia.

### Nice Person
Ad una giornalista, lasciata di recente dal ragazzo apparentemente senza motivo, viene assegnato l'incarico di intervistare un artista emergente, tale JP, fattole scoprire dal suo ex attraverso la canzone Nice Person. Durante l'intervista a Berlino, i due iniziano a flirtare, per poi concludere con un rapporto sessuale dopo un concerto di lui. Durante l'amplesso con JP, la protagonista continua a pensare al suo ex fino quasi a desiderarne la presenza spirituale nella stanza.

### Canicola privata
Silvia, una fotoreporter che vive a Chicago, torna a Roma per la morte del padre. Sul treno che la porta dall'aeroporto di Fiumicino alla stazione Termini, Silvia riflette su diversi episodi della sua vita con il padre e su se stessa.

### Come nessuna madre
Irene, ballerina diciassettenne, ha una relazione puramente carnale con il suo maestro di danza, Rudi, sposato con Carla. Malgrado Rudi neghi a Irene di avere una vita intima con la moglie, questa rimane incinta e Rudi sceglie di interrompere la relazione con Irene a pochi giorni dalla prima dello spettacolo. I genitori di Irene restano delusi dallo spettacolo, reputandolo di cattivo gusto e umiliante per la figlia: Rudi annulla le repliche dello spettacolo ed è costretto a separarsi professionalmente da Irene, viste le lamentele dei genitori. Diciannove anni dopo, Rudi muore d'infarto: Irene si reca a porgere le sue condoglianze a Carla, che la invita a fermarsi per la notte nella stanza da letto del figlio, Vedar. La notte, per rivivere l'ebrezza dei rapporti sessuali avuti con Rudi, Irene seduce Vedar.

### Il dono
Una donna dorme per la prima volta nel suo nuovo appartamento. Al risveglio, trova sullo zerbino davanti alla porta di casa un cetriolo infilato dentro un preservativo. Per tutta la mattina, si interroga ossessivamente su chi potrebbe essere il responsabile: forse qualcuno dei nuovi vicini di casa, il barista o qualche avventore del bar sotto casa, oppure l'operaio che ha ridipinto l'appartamento. Alla fine, è quasi tentata di richiamare l'ex per chiedergli aiuto nel rimuovere quel “dono”, ma desiste: ormai, deve condurre una vita autonoma.

### Possiamo sbagliare ancora
Una giornalista deve intervistare in carcere Anita, una giovane studentessa di Belle arti, diventata famosa per aver compiuto un attentato terroristico (da alcuni considerato di stampo “femminista”) con ben dodici vittime, tutti uomini adescati su Internet. Anita ha dato appuntamento a tutti alla stessa ora e nello stesso luogo, per poi travolgerli con un camion. Inquietata dalla figura di Anita, la giornalista alla fine non si reca in carcere ma resta a casa e si rasa a zero i capelli grigi.

### Totò
Marianna, soprannominata Totò, e Roberta sono due studentesse universitarie e hanno una relazione. Dopo una violenta litigata, che culmina con uno schiaffo dato da Roberta a Marianna, quest'ultima, sentendosi umiliata e violata, scompare dalla vita di Roberta: pur di rivederla, Roberta si dirige a Salerno, dai genitori di Marianna. Qui scopre che Marianna le ha raccontato diverse bugie sulla sua vita: Roberta si ritrova infatti nella casa di una famiglia moderna, acculturata e benestante, mentre Marianna le aveva sempre raccontato di provenire da un contesto di povertà, ignoranza e violenza. I genitori di Marianna sono oltretutto all'oscuro di chi sia Roberta visto che la loro figlia non gliene ha mai parlato. Roberta potrebbe chiarire tutto questo, compresi i gusti sessuali di Marianna, ma preferisce soprassedere avendo ormai perso ogni interesse per la ragazza.

### Presenza
Una coppia si separa: dopo pochi giorni da quando lui ha lasciato l'appartamento in cui convivevano, lei inizia a sentire continuamente un suono fastidioso nell'orecchio, come un tinnito. In una Roma estiva invasa dall'afa, mentre vaga per un museo, la protagonista sente anche la risata del suo ex.